# Fédération Rwandaise de Volleyball
Fédération Rwandaise de Volleyball (förkortat FRVB) är specialidrottsförbundet för volleyboll i Rwanda. Det grundades 1976 och har varit medlem i de internationella volleybollförbunden Confédération Africaine de Volleyball och Fédération Internationale de Volleyball sedan 1978.
Förutom att organisera landslagen (damer, herrar) och de nationella mästerskapen (damer, herrar) så organiserar de även flera andra tävlingar som Carre d’As och Genocide Memorial Tournament. Förbundet blev 2021 tvunget att betala skadestånd då de ställt upp med icke tillåtna spelare vid afrikanska mästerskapet för damer (som de själva var värdar för).